# Hàn Canh
Hàn Canh (giản thể: 韩庚; phồn thể: 韓庚; bính âm: Hán Gēng, sinh ngày 9 tháng 2 năm 1984), cũng được biết tới tại Hàn Quốc với tên âm Hán-Hàn là Hankyung (한경, Han Gyeong), là một nam ca sĩ, vũ công, diễn viên người Trung Quốc. Anh là cựu thành viên của nhóm nhạc Super Junior.

## Tiểu sử
Hàn Canh là người dân tộc Hách Triết, hay còn gọi là Nanai, một dân tộc thuộc nhóm các dân tộc Thông Cổ Tư có gốc gác từ vùng Đông Bắc Trung Quốc và sinh ra tại tỉnh Hắc Long Giang, Trung Quốc. Anh theo học tiểu học tại Trường Guang Hua từ năm 1990 tới 1996.
Han Geng theo học bộ môn múa ngay từ khi còn nhỏ. Năm 12 tuổi, anh thi đỗ vào khoa múa thuộc Đại học Dân tộc Trung ương. Từ đó anh sống xa nhà và gia đình để theo học trường múa tại Bắc Kinh. Trong suốt thời gian học, anh đã thành thạo tất cả 56 điệu múa cổ truyền của 56 dân tộc thiểu số tại Trung Quốc.[a]
Sau khi hoàn tất khóa học tại Học viện Múa Bắc Kinh, vào năm 2001, Hàn Canh đã được phát hiện khi đi thi tuyển thử giọng vào nhóm nhạc H.O.T tại Bắc Kinh, đợt thi tuyển đó chỉ chọn ra duy nhất 1 thí sinh trong số hơn 3000 thi sinh tham dự. Ngay sau đó anh ký hợp đồng với SM Entertainment và tham gia vào các khóa ca hát, nhảy và diễn xuất.

## Sự nghiệp
Ngày 6 tháng 11 năm 2005, Hàn Canh được SM đưa vào nhóm Super Junior và trở thành thành viên Trung Quốc duy nhất của nhóm. Han Geng là nghệ sĩ nước ngoài đầu tiên thành công Hàn Quốc. Sự xuất hiện của anh đã được chú ý tới, 3 tháng sau, anh trở thành người mẫu trong show thời trang Thu-Đông của nhà thiết kế Bum Suk.
Năm 2007, SM Town tuyên bố Hàn Canh sẽ là người đầu lĩnh cho 1 phiên bản nhỏ của Suju tên là Super Junior China nhằm đẩy mạnh độ ảnh hưởng của nhóm tới Trung Quốc nhưng đã vấp phải sự phản đối của nhiều fan hâm mộ khi trong nhóm có thêm Henry (vốn gốc Trung Quốc, từng xuất hiện trong single "Don't Don" của Suju) và một số người cũng không có cảm tình với Hàn Canh. Trước làn sóng mạnh mẽ này, có vẻ như kế hoạch này đã bị hủy bỏ.
Hàn Canh được chọn là một trong những người sẽ rước đuốc vào Thế vận hội Mùa hè 2008 được tổ chức tại Bắc Kinh, và cũng là thành viên đầu tiên của 1 nhóm nhạc nam được nhận vinh dự này. Ngoài ra, anh cùng Trương Lực Doãn (cũng là 1 ca sĩ Trung Quốc của SM Town) hát bài hát "Hand In Hand" trong kì thế vận hội này.
Năm 2009 Hàn Canh rời nhóm Super Junior.
Sau khi rời nhóm, anh trở về quê nhà Trung Quốc hoạt động nghệ thuật, trở thành nghệ sĩ trực thuộc Yuehua Entertainment, và đạt được những thành công nhất định trong các lĩnh vực nghệ thuật như âm nhạc và phim ảnh. Hiện nay, anh là một trong các cổ đông của Yuehua Entertainment.
Năm 2018-2019, anh tham gia liên tiếp 2 mùa của chương trình Street Dance of China với vai trò đội trưởng. Năm 2021, anh trở lại và tiếp tục tham gia với vai trò đội trưởng của chiến đội FKM Thái Độ Đại Sư.

## Đời tư
Năm 2019, anh kết hôn với nữ diễn viên - ca sĩ Lư Tịnh San (Celina Jade).

## Danh sách phim

### Phim điện ảnh
TBA	Trident 	
Lin Nan
Support Role
0.0
TBA	Silence of Smoke 	
Liu Jian San
Main Role
0.0
2023	Walk In The Shadows 	
Zhou Chuan
Main Role
0.0
2022	Snow Redemption 	
Ling Feng
Main Role
0.0

2020	Knock Out 	
Zhuo Shi
Main Role
8.1
2019	The Great Detective 	
Hawthorne
Main Role
7.0
2018	Reborn 	
Li Hao Ming
Main Role
7.3
2018	Seek McCartney 	
Li Yi
Main Role
6.1

| Tựa đề | Năm                                        | Vai                          | Ghi chú         |
| ------ | ------------------------------------------ | ---------------------------- | --------------- |
| 2007   | Attack on the Pin-Up Boys                  | Hankyung, cầu thủ bóng rổ    | Vai phụ         |
| 2011   | Kiến Đảng vĩ nghiệp                        | Đặng Tiểu Bình               | Khách mời       |
| 2011   | My Kingdom                                 | Meng Erkui                   | Vai chính       |
| 2011   | The First President                        | Hu Hanmin                    | Vai phụ         |
| 2013   | Bring Happiness Home                       | Beckham                      | Khách mời       |
| 2013   | So Young                                   | Lâm Tĩnh                     | Vai thứ chính   |
| 2014   | Ex Files                                   | Mạnh Vân                     | Vai chính       |
| 2014   | The Taking of Tiger Mountain               | Jiang Lei                    |                 |
| 2014   | One Day                                    | "You Don't Need Eyes to See" | Khách mời       |
| 2015   | Ever Since We Love                         | Qiu Shui                     | Vai chính       |
| 2016   | The Wasted Times                           |                              |                 |
| 2016   | Đại thoại Tây du 3                         | Chí Tôn Bảo                  | Vai chính       |
| 2016   | Hạ hữu kiều Mộc, Nhã Vọng thiên đường      | Đường Hiểu Thiên             | Vai chính       |
| 2017   | Ex-File 3: The Return of the Exes          | Mạnh Vân                     | Vai chính       |
| 2021   | Dynasty Warriors: Chiến binh Tam Quốc      | Quan Vũ                      |                 |
| 2021   | Nhà cách mạng                              | Tưởng Giới Thạch             | Vai chính       |
| 2015   | Cuộc đua kì thú 2015 (truyền hình thực tế) | Cùng với Ngô Hân             | Giành giải nhất |

### Phim truyền hình
| Tựa đề | Năm                | Vai              | Ghi chú                                      |
| ------ | ------------------ | ---------------- | -------------------------------------------- |
| 2006   | Nonstop            | Chính mình       | Khách mời (Mùa 6, tập 136)                   |
| 2009   | Stage of Youth     | Xia Lei          | Vai chính (12 tập)                           |
| 2020   | Vẫn Chưa Yêu Đủ    | Trần Quýnh       | Vai chính, đóng với Vương Hiểu Thần          |
| 2021   | Bắc Triệt Nam Viên | Yu Song Yang     |                                              |
| 2021   | Truyền Gia         | Đường Phượng Ngô | Vai chính, đóng với Ngô Cẩn Ngôn, Nhiếp Viễn |
|        |                    |                  |                                              |
| TBA    | Canh Gác Bầu Trời  | Li Lei           | Vai chính (Quay năm 2016)                    |
|        |                    |                  |                                              |

### Video ca nhạc của các nghệ sĩ
| Năm  | Tên ca khúc                   | Nghệ sĩ                                   |
| ---- | ----------------------------- | ----------------------------------------- |
| 2006 | "Timeless"                    | Trương Lực Doãn (với Xiah Junsu của TVXQ) |
| 2008 | "I WILL"                      | Trương Lực Doãn                           |
| 2008 | "The Left Shore of Happiness" | Trương Lực Doãn                           |

## Giải thưởng

### Âm nhạc
| Năm  | Ngày  | Chương trình                                  | Giải |
| ---- | ----- | --------------------------------------------- | --- |
| 2010 | 04/11 | Meng Niu Music Billboard Awards               | Most Promising Newcomer |
| 2010 | 8/21  | Meng Niu Future Star Festival                 | Children’s Favorite Male Singer |
| 2010 | 10/18 | 10th CCTV-MTV Music Awards                    | Won Mainland Most Popular Male Singer |
| 2010 | 12/19 | Meng Niu Newcomer Awards                      | Best Newcomer |
| 2010 | 12/29 | Tencent Star Awards                           | Male Singer of the Year |
| 2011 | 01/08 | China Power Fashion Awards                    | Most Talented Male Singer of the Year |
| 2011 | 01/19 | Sina Network Awards                           | Male Singer of the Year |
| 2011 | 01/21 | Sprite Chinese Music Awards                   | Best Male Singer of the Year |
| 2011 | 01/21 | Sprite Chinese Music Awards                   | Favorite Idol of the Year |
| 2011 | 01/21 | Sprite Chinese Music Awards                   | Golden Melody of the Year: Heartache Notebook |
| 2011 | 02/07 | Baidu Entertainment Hottest Awards            | Golden Song of the Year – My Logo |
| 2011 | 03/19 | Eastern Billboard Annual Awards               | All-Round Entertainer of the Year |
| 2011 | 03/19 | Eastern Billboard Annual Awards               | Golden Song of the Year: My Logo |
| 2011 | 04/09 | Global Chinese Golden Chart Awards            | Most Popular Newcomer |
| 2011 | 04/09 | Global Chinese Golden Chart Awards            | Singapore 100.3 Radio Most Dedicated Song – My Logo |
| 2011 | 04/09 | Global Chinese Golden Chart Awards            | Top 20 Golden Songs – Say No |
| 2011 | 04/11 | 11th Meng Niu Music Billboard Awards          | Most Popular Male Singer of the Year |
| 2011 | 04/15 | Channel [V] Music Awards                      | Won Mainland Most Popular Male Singer |
| 2011 | 04/24 | Music Radio China Top Chart Awards            | Most Popular Newcomer |
| 2011 | 04/24 | Music Radio China Top Chart Awards            | Best Mainland All-Round Artist |
| 2011 | 04/24 | Music Radio China Top Chart Awards            | Top 15 Golden Songs of the Year – Say No |
| 2011 | 05/05 | L'OFFICIEL HOMMES Fashion Star Award Ceremony | Music Scene New Power |
| 2011 | 06/24 | China Mobile 5th Wireless Music Ceremony      | Artist of the Year |
| 2011 | 06/24 | China Mobile 5th Wireless Music Ceremony      | Most Popular Singer Search Term |
| 2011 | 12/04 | BTV Influential People of the Decade Ceremony | Most Popular Idol Singer |
| 2012 | 04/08 | 12th Meng Niu Music Billboard Awards          | Most Popular Male Singer of the Year |
| 2012 | 08/21 | 11th CCTV-MTV Music Awards                    | Won Mainland Most Popular Male Singer |
| 2012 | 08/23 | LUX Fashion Power Awards                      | LUX Actor of the Year |
| 2012 | 09/12 | FHM 100th Edition Celebratory Gala            | Most Influential Artist Award |
| 2012 | 11/11 | 2012 MTV Europe Music Awards                  | Best Asian Act, Best Asia and Pacific Act, Best Worldwide Act |
| 2013 | 03/24 | 2014 Kids' Choice Awards\|Kids Choice Awards  | Favorite Asian Act |
| 2013 | 04/14 | 13th Top Chinese Music Awards                 | Best Album Production - Hope in the Darkness, Best Dance Music Singer, Best Dance Music - Clown Mask, Best Music Video - Clown Mask, Mainland’s Most Popular Male Artist |

### Diễn xuất
| Năm  | Ngày  | Chương trình                                  | Giải                                    |
| ---- | ----- | --------------------------------------------- | --------------------------------------- |
| 2010 | 11/27 | Avant-Garde Star Ceremony                     | Most Anticipated Collaboration          |
| 2011 | 03/01 | Hua Ding PASSAT Awards                        | Most Anticipated Mainland Chinese Actor |
| 2011 | 11/11 | New York Chinese Film Festival                | Most Popular Asian Artist               |
| 2011 | 12/04 | BTV Influential People of the Decade Ceremony | Most Popular New Actor                  |
| 2012 | 08/23 | LUX Fashion Power Awards                      | LUX Actor of the Year                   |

### Các giải khác
| Năm    | Ngày    | Chương trình                                    | Giải                                                    |
| ------ | ------- | ----------------------------------------------- | ------------------------------------------------------- |
| pre-08 | unknown | Peacock Cup Ethnic Dance Competition            | Second Place                                            |
| 2008   | 03/30   | Jean West Entertainment Gala                    | Male Artist of the Year                                 |
| 2008   | 11/28   | 2nd Hua Ding Artist Public Image Survey         | Newcomer Award, 1st Online Poll, 6th Overall            |
| 2010   | 01/18   | 3rd Hua Ding Artist Morality Suvery             | Newcomer Award, 1st Overall                             |
| 2011   | 02/17   | CCTV My Favorite Spring Gala Program            | Music Category 2nd Place – Returning Home for New Years |
| 2011   | 08/21   | LUX Fashion Power Awards                        | Asian Idol of the Year                                  |
| 2011   | 09/02   | GQ Artists of the Year Award                    | Most Popular Artist of the Year                         |
| 2011   | 11/02   | Bazaar Successful Individual of the Year Awards | Absolute Star Attraction Award                          |
| 2011   | 11/16   | East Fashion 50 Most Beautiful People Ceremony  | Beauty of Hard Work                                     |
| 2012   | 09/12   | FHM 100th Edition Celebratory Gala              | Most Influential Artist Award                           |